# Dorpskerk (Zuidlaren)
De Dorpskerk is een eenbeukige kerk gelegen aan de Kerkbrink in de Drentse plaats Zuidlaren.
Het oudste deel van de Mariakerk, het schip, werd in de loop van de 13e eeuw gebouwd. Vervolgens werd rond 1300 de toren gebouwd, die in de 15e eeuw verder werd verhoogd. De hoogte van de huidige toren is 32,4 meter. Dat is vastgesteld bij de restauratie ervan in 1950/51 door de toenmalige eigenaar, de gemeente Zuidlaren. In 2009 is de toren nog eens opgemeten en opnieuw is de hoogte bepaald op 32,4 meter. 
De kerk is gewijd op 7 oktober 1263 of 1264, St. Marcellusdag, door Bisschop Albertus Magnus die inmiddels ontheven was van zijn verplichtingen in Regensburg. Hij verbleef in 1263/64 in Noord-Nederland en Noordwest Duitsland (Ost Friesland) om in opdracht van de Paus troepen te werven voor de achtste Kruistocht. Al vrij snel na de stichting van de kerk is het schip een klein stukje in oostelijke richting uitgebouwd en afgesloten met een apsis. 
Het driezijdig gesloten gotische koor dateert uit midden van de 15e eeuw. Ten behoeve van de bouw van dat koor werd een kleine apsis afgebroken. In de Tachtigjarige Oorlog is de kerk dermate ernstig beschadigd, dat de predikanten klaagden dat ze geen dienst konden houden als het regende, want er zat nagenoeg geen dak meer op de kerk. Pas in 1648 was alle schade hersteld. Het koor was het laatste deel dat gereed kwam. Latere restauraties vonden plaats in 1674, in het midden van de 19e eeuw en in de jaren 1972 t/m 1974. In 2004 is het interieur van de kerk grondig gerestaureerd. Aan de grote restauraties herinneren vier tekstschilden die in koor en schip zijn aangebracht.
In de kerk staan herenbanken van de families Van Selbach, De Drews en Van Heiden. in de kerk hangt een memoriewapen van de in 1776 overleden drost van Drenthe, Alexander Carel van Heiden, bewoner van de nabij de kerk gelegen havezate Laarwoud. Het orgel werd in 1859 door de orgelbouwer Petrus van Oeckelen in de kerk geplaatst. Dit orgel was afkomstig uit de kerk van Beusichem en gebouwd door Abraham Meere en uitgebreid door A.A. Kuerten. De preekstoel werd in 1675 vervaardigd door Dirck Jans Bijmolt.
Zowel de kerk als de toren werden in 1965 ingeschreven als rijksmonument in het monumentenregister.